# کاپپاباشی

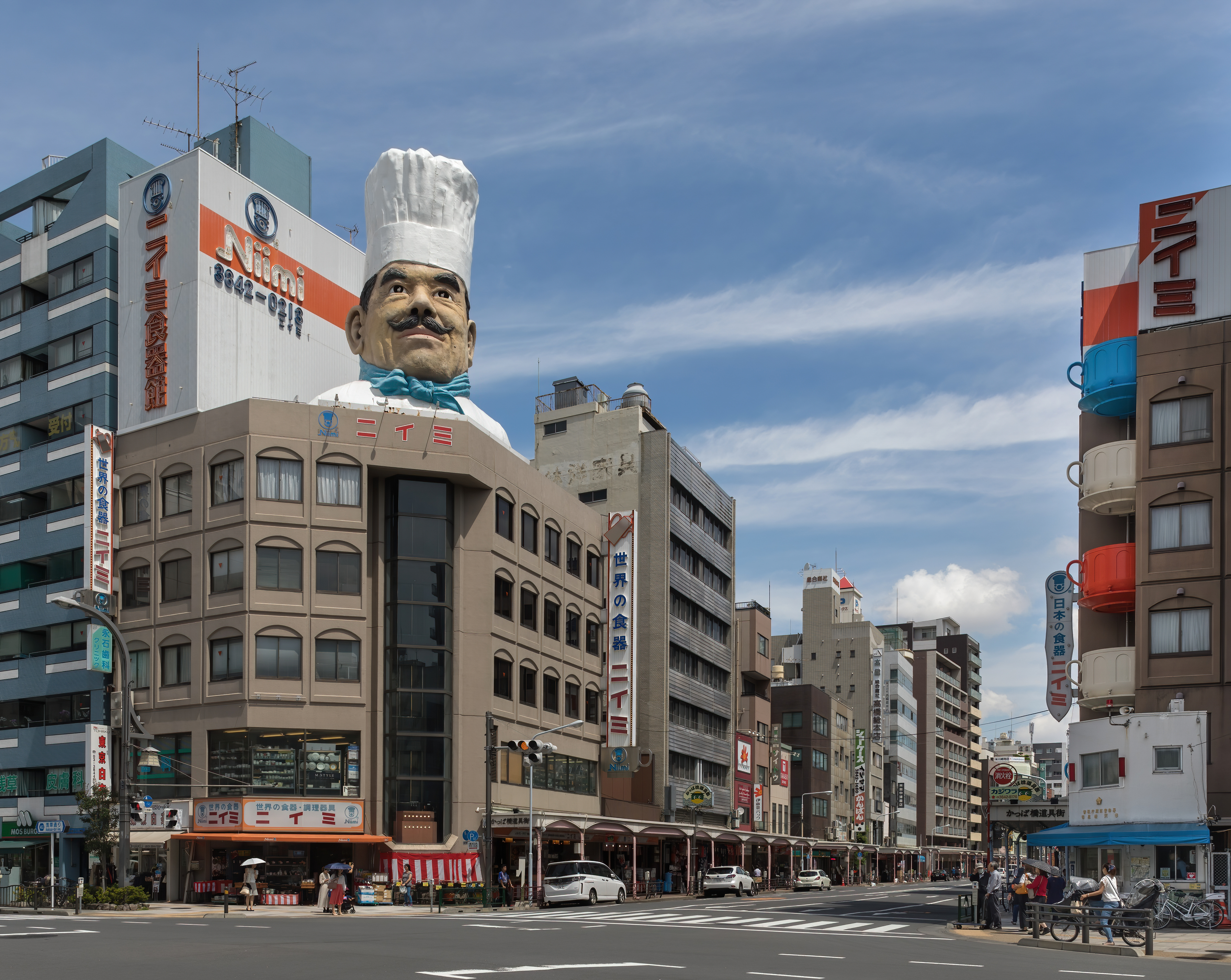
یک مجسمه غول آسای سرآشپز بر سر یک ساختمان در جنوب و انتهای خیابان کاپپاباشی

کاپپاباشی (به ژاپنی: 合羽橋 Kappabashi) یک خیابان در توکیو مابین اوئنو و آساکوسا است که تقریباً به‌طور کامل به مغازه‌هایی اختصاص دارد که مواد رستوران را تأمین می‌کنند و به فروش می‌رسانند. این مغازه‌ها همه وسایل از چاقو تا دیگر اسباب آشپزی، اثاث رستوران، و فر آشپزی را عرضه می‌کنند.
این خیابان یکی از مناطق گردشگری در توکیو است.

## دسترسی
از ایستگاه تاواراماچی  وابسته به خط گینزا تا کاپپاباشی ۵ دقیقه پیاده راه است.